# WGBH
WGBH est une station de télévision non-commerciale éducative américaine basée à Boston, dans le Massachusetts. Elle est membre du réseau Public Broadcasting Service (PBS) et produit plus des deux tiers des programmes nationaux de PBS diffusés en première partie de soirée. On peut citer Masterpiece, American Experience, Frontline, Arthur, The Victory Garden et This Old House. WGBH est aussi connu pour avoir coproduit de nombreuses séries télévisées et collaboré avec des sociétés de production britanniques. Son nom porte les initiales de l’ancienne localisation de ces transmetteurs Great Blue Hill.

## Télévision numérique terrestre
| Canal virtuel | Image | Programmation                       |
| ------------- | ----- | ----------------------------------- |
| 2.1           | 1080i | Programmation principale WGBH / PBS |
| 44.1          | 1080i | simultané de WGBX-TV (en)           |

## Filmographie
- Masterpiece
- American Experience, Frontline
- Arthur
- Georges le petit curieux
- Pouic explore le monde
- The Victory Garden
- This Old House